# Limé
Limé település Franciaországban, Aisne megyében. Lakosainak száma 191 fő (2022. január 1.). Limé Braine, Cerseuil, Courcelles-sur-Vesle, Jouaignes és Quincy-sous-le-Mont községekkel határos.

## Népesség
A település népességének változása:
| Lakosok száma | 219  | 141  | 155  | 175  | 186  | 184  | 187  | 189  | 190  | 191  |
|               | 1968 | 1982 | 1990 | 2006 | 2013 | 2015 | 2017 | 2019 | 2020 | 2022 |